# ハレー艦隊
ハレー艦隊（ハレーかんたい Halley Armada）とは、ハレー彗星が1986年に地球接近した際に、ハレー彗星の観測に用いられた宇宙探査機群の通称である。英称をそのまま片仮名転記してハレーアーマダ、スペイン語の読みに倣ってハレーアルマダとも呼ばれる。複数の探査機（probe）が、順を追ってハレー彗星に近接観測する様子、及び、その国際協力による観測態勢を艦隊になぞらえた表現である。

## 概要

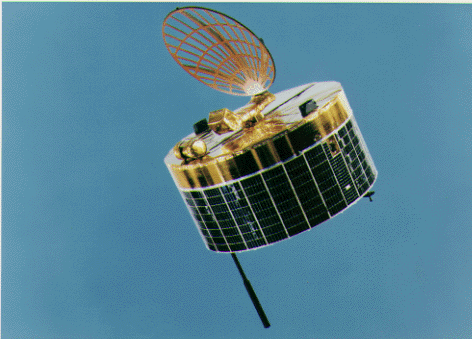
特に小さな探査機であったすいせい。

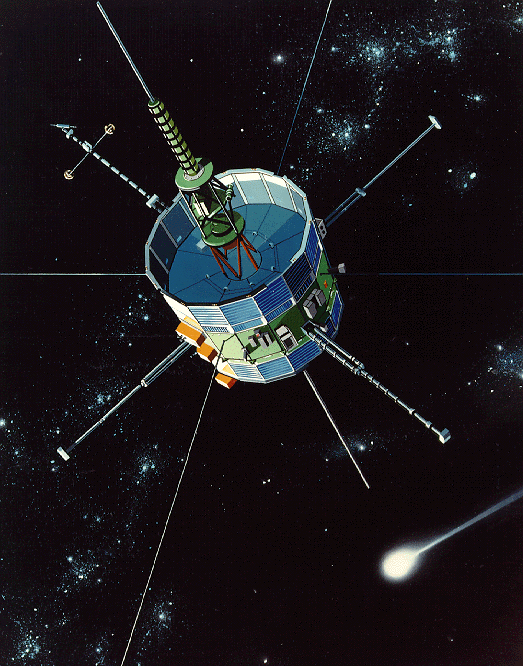
ICEは彗星観測のために再登板した。

ハレー彗星は1986年に地球へと接近したものの、この時は軌道の関係で、地球上からの観測には向かなかった。しかし、前回の1910年にハレー彗星が地球へと接近した時とは異なり、宇宙に探査機を打ち上げる技術を既に複数の地域が獲得しており、各国が協力してハレー彗星の観測を宇宙探査機を用いて行うことになった。多国の複数の宇宙探査機で同一天体を観測するものとして、それまでに類を見ない国際協力プロジェクトであり、各宇宙機関・探査機は観測分野を調整し、彗星観測に当たった。先行する探査機は、ハレー彗星の彗星核に最も接近する、欧州宇宙機関のジオットの軌道修正に必要なデータを提供するための観測も担った。アメリカ航空宇宙局は新たな探査機をハレー彗星に接近させることはなかったが、代わりに既に宇宙にあった探査機の軌道を変更することでハレー彗星の観測を行った。このほかスペースシャトルを利用した大気圏外観測を行う予定であったが、1986年1月のチャレンジャー号爆発事故の影響によりシャトルの運航中止の影響で取り止められた。また、当時は冷戦中であったソビエト連邦も探査機を打ち上げて協力した。

## 打ち上げ
1. パイオニア7号:NASA,1966年8月17日にデルタロケットで打ち上げ- 通例ハレー艦隊には数えられていない（参考)
2. ISEE-3/ICE:NASA,1976年12月8日にデルタロケットで打ち上げ
主ミッション終了後にICEと改名し彗星探査に転用
1982年06月〜1983年12月,月スイングバイを行って軌道を変更し惑星軌道に移行した。
3. ベガ1号:ソ連科学アカデミー/ソ連宇宙科学研究所(IKI),1984年12月15日にプロトンロケットで打ち上げ。
4. ベガ2号:ソ連科学アカデミー/IKI,1984年12月21日にプロトンロケットで打ち上げ。
5. さきがけ:宇宙科学研究所,1985年1月7日にM-3SIIロケットで打ち上げ。
6. ジオット:欧州宇宙機関,1985年7月2日にアリアン1ロケットで打ち上げ。
7. すいせい:宇宙科学研究所,1985年8月18日にM-3SIIロケットで打ち上げ。
8. SPARTAN-203:NASA,1986年1月28日,スペースシャトルで打ち上げ（失敗） - 通例ハレー艦隊には数えられていない（参考）

## ハレー彗星への最接近と観測
1. ベガ1号:ソ連,1986年3月6日最接近 8889 km。光学撮影・磁場・プラズマ・ダスト観測など。
2. すいせい:宇宙科学研究所,1986年3月8日最接近 151,000 km。太陽風観測・紫外線撮影。
3. ベガ2号:ソ連,1986年3月9日最接近 8030 km。光学撮影・磁場・プラズマ・ダスト観測など。
4. さきがけ:宇宙科学研究所,1986年3月11日最接近 6,990,000 km。プラズマ・磁場観測など。
5. ジオット:欧州宇宙機関,1986年3月14日最接近 596 km。光学撮影・磁場・プラズマ・ダスト観測など。
6. パイオニア7号:アメリカ航空宇宙局,1986年3月20日最接近,12,300,000 km。プラズマ・磁場観測など。
7. ISEE-3/ICE:アメリカ航空宇宙局,1986年3月28日最接近,28,000,000 km。プラズマ・磁場観測など。

## 各国の対応

### ソビエト連邦
当時は冷戦の最中であり、ソビエト連邦の宇宙開発も秘密主義の下に置かれていた。しかし、ハレー彗星の探査に関しては例外的に外部に開放的なミッションであった。2機の大型探査機には欧米の観測機器・技術が採用された。
- ベガ1号（Vega 1）

- ベガ2号（Vega 2）

両機は金星探査機も搭載しており、ハレー彗星に接近する前に金星に接近し、それぞれが金星大気にバルーンを投下した。ベガの名はロシア語で金星を表すベネラと、ハレーを表すガレーから取られた。

### 日本
日本の宇宙科学研究所は自主技術にこだわり、比較的独自路線で参加していた。宇宙開発事業団（NASDA）との事業の区分の為に、ロケットの大きさが制約された中で日本初の惑星間探査機打ち上げロケットM-3SIIを新たに開発した。M-3SIIは全段が固体燃料ロケットであり、液体燃料ロケットのように燃焼中の出力調整が事実上不可能なために、ハレー彗星に向けた軌道に精密に乗せることなど当時不可能だと言われていたものの、成功させた。しかし、M-3SIIの打ち上げ能力の制約から、ソビエト連邦の探査機が3 t前後であるのに対し、日本の探査機は約140 kgと小型である。準同型機のさきがけとすいせいの2機が製作され、先行するさきがけを試験機とし、その運用結果や取得したノウハウをすいせいの運用にフィードバックした。ただし、準同型機とは言え、それぞれ異なる観測機器が搭載された。
- さきがけ

- すいせい

### 欧州
欧州宇宙機関は中型の探査機1機を打ち上げた。これは欧州初の地球重力圏脱出ミッションであり、またハレー彗星のコマに突入して中心核を近距離から撮影するという、ハレー艦隊の中でも野心的なプロジェクトであった。彗星から飛散する物体が多数命中することが予想されたため、ジオットには特別な防護が施された。欧州各国はこの他に、ソビエト連邦やアメリカ合衆国の探査機にも協力しており、幅広くハレー艦隊に関わっていた。
- ジオット（Giotto）

約1 tの探査機。ハレー彗星からの飛来物による打撃は受けたものの、中心核の撮影に成功した。

### アメリカ合衆国
元々ハレー彗星の国際共同探査を提案したNASAだったが、ハレー彗星の探査に充分な予算が付かず、当初予定されていたハレー彗星探査機のHIM（Halley Intercept Mission）は財政難のため頓挫した。結果的に他国と比べ一歩距離を置いて参加する形となった。新たにハレー彗星へ向かう探査機を打ち上げず、代わりに欧州と共同で運用していた探査機ISEE-3を、ICEと改名してハレー彗星探査に転用し、月スイングバイを利用した複雑な軌道変更を経てハレー彗星に向かわせた。また、1965年-1967年に打ち上げられ、4機体制で太陽周回軌道を網羅して惑星間環境の観測を行っていたパイオニア6号-9号のうち、6号、7号、8号が機能を維持しており、7号がハレー彗星まで1230万 kmまで接近した。その他に、地球周回軌道からハレー彗星を観測する計画も予定されていた。
- アイス（ICE：International Cometary Explorer）

ハレー彗星に接近する前の1985年9月にジャコビニ・ツィナー彗星にも接近していることから初の彗星探査機と言われている。
- パイオニア7号

ICEより近く、1230万 kmまでハレー彗星に接近して、太陽風に含まれるHe2+が、ハレー彗星から放出されるガスにより中和されてHe+となる現象を発見した。ただし、ハレー彗星観測を目的とした打ち上げや軌道変更を行っていないため、通常はハレー艦隊に数えられていない。
- SPARTAN-203

スパルタン衛星はいくつか知られるが、STS-51-Lミッションに組み込まれたSPARTAN-203は特にハレー彗星の観測を目的とし、スパルタンハレーと呼ばれた。しかし打ち上げ時にスペースシャトルが爆発し、失敗に終わった。
- ASTRO-1

STS-61-Eで使用される予定だった天体観測装置である。しかしスペースシャトル爆発事故の影響で、ハレー彗星接近中に打ち上げられることはなく、1990年にSTS-35で使用された。
ただし、SPARTAN-203とASTRO-1は他の探査機と違い、地球周回軌道からハレー彗星を観測する計画であったため、無事に打ち上げられていた場合にハレー艦隊に数えられていたかどうかは不明である。

## その後の国際協力探査
ハレー艦隊は各国が太陽系探査を協力して実施する先駆けのケースとなったが、その後しばらくはハレー彗星ほどの本格的な国際協力体制は見られなかった。しかしこれを機に日欧が太陽系探査に進出したことや、冷戦の終結、予算の制限などにより、各国の探査で相互に配慮する様になった。2003年12月から翌年1月にかけて日欧米の探査機群が相次いで火星を訪れた、いわゆるマーズラッシュの際には互いのデータを利用してより高精度の探査を行うことが提案されるなど、太陽系探査は協力体制が基本になっていった。そして2007年以降は中国やインドも月・惑星の探査に進出し始め、その後の太陽系探査はハレー彗星以来の国際協力体制で臨む方向で話が進められている（宇宙探査機#国際協力体制も参照）。
ハレー艦隊以降の主な惑星探査機群の事例
- マーズラッシュ - 2003年12月からの2か月間で、日欧米から着陸機を含む5機が火星を訪れた（うち2機失敗）。
- 近年の月探査機群 - 2007年から2009年にかけて、日中印米から子機を含め計9機の探査機群が月または月周回軌道に到達した。特に2008年11月から2009年10月までの1年間には、うち6機の探査機・衝突機が相次いで月面に衝突した。その後も各国から月探査機は断続的に打ち上げられている。
- あかつきとピギーバック衛星群 - 2010年にH-IIAロケット17号機で打ち上げられた数機の日本の宇宙機のうち（2機のDCAMを含む）5機が12月頃に相次いで金星付近を通過したと考えられている（うち2機は確認）。その際あかつきが金星周回軌道投入に成功していれば先行する欧州の探査機との共同探査も検討されていた[1]。その後あかつきは2015年12月7日に金星周回軌道に到達したものの、ESAの金星探査機ビーナス・エクスプレスはその1年ほど前に推進剤が尽きて観測を終了しており、本格的な共同探査は叶わなかった。なお日欧の探査機による金星共同探査はその後、2020年にあかつきとベピ・コロンボ、それに地球周回軌道からではあるがひさきを含む3機体制で達成している[2]。その後も、あかつき活動中の2021年8月9日から10日にかけて、米欧共同のソーラー・オービターと日欧共同のベピ・コロンボがほぼ同時期に相次いで金星に接近している[3]。
- 2014年の火星探査 - なお上記のような同時期の到着・フライバイという話ではなく、稼動中の過去の探査機も含めて同時に周回・着陸を実現した例としては、2014年に米欧印による着陸機2機を含む7機体制の火星探査が実現した[4]。